# Linea di successione al trono di Georgia

Lo stemma della monarchia georgiana.

La linea di successione al trono di Georgia segue il criterio della primogenitura: i figli legittimi hanno la precedenza rispetto ai figli naturali, i quali hanno la precedenza rispetto alle femmine. Il titolo di pretendente al trono di Georgia era precedentemente conteso fra il principe Nugzar Bagration-Gruzinsky ed Irakli Bagrationi-Mukhraneli, i rappresentanti rispettivamente delle linee Gruzinsky e Mukhrani. Il padre del principe Irakli, Jorge, è stato riconosciuto dal governo georgiano come capo della Casa Reale nel 1991.

## Linea di successione a Nugzar Bagration-Gruzinsky
L'attuale linea di successione a Nugzar Bagration-Gruzinsky è la seguente:
1. Principessa Anna Nugzarovna Bagration-Gruzinsky, nata nel 1976.
2. Principe Georgi Bagration-Mukhrani, nato nel 2011.
3. Principessa Maya Nugzarovna Bagration-Gruzinsky, nata nel 1978.
4. Principessa Mzevinar Petrovna Bagration-Gruzinsky, nata nel 1945.
5. Principessa Marina Bagration-Gruzinsky, nata nel 1950.
6. Principessa Ekaterina Bagration-Gruzinsky, nata nel 1956.

## Linea di successione a Irakli Bagration-Mukhranski
L'attuale linea di successione ad Irakli Bagration-Mukhranski è la seguente:
1. Principe David Bagration-Mukhrani, nato nel 1976.
2. Principe Georgi Bagration-Mukhrani, nato nel 2011.
3. Principe Gurami Ugo Bagration-Mukhranski, nato nel 1985.
4. Principessa María Antonietta Bagration-Mukhranski, nata nel 1969.
5. Principe Juan Jorge Bagration-Mukhranski, nato nel 1977.
6. Principessa Inès Bagration-Mukhranski, nata nel 1980.
7. Principessa Maria Bagration-Mukhranski, nata nel 1947.

## Soluzione alla controversia dinastica
La controversia fra le due linee è stata risolta con un matrimonio dinastico: l'8 febbraio 2009, infatti, David Bagration-Mukhrani, primo nella linea di successione Bagration-Mukhranski, ha sposato Anna Nugzarovna Bagration-Gruzinsky, prima nella linea di successione Bagration-Gruzinsky.